# Андрія Качич Міошич
Андрія Качич Міошич (хорв. Andrija Kačić Miošić, 17 квітня 1704, Брист, Хорватія — 15 грудня 1760, Заострог) — хорватський поет, теолог, філософ, історик, публіцист і просвітник.

## Біографія
Андрія Качич Міошич народився у невеликому приморському селі Брист під іменем Антун. Його родина походила з роду Качичів, одного з найдавніших хорватських шляхетських родів. Першу освіту здобув у францисканському монастирі в Заострозі, куди вступив у 1720 році та прийняв чернече ім’я Андрія. Продовжив навчання в Буді та Осієку, де вивчав філософію та теологію.
Після висвячення на священника викладав у філософській школі при заострозькому монастирі, а згодом у Шибенику, де обіймав посаду професора теології. У 1745 році переїхав до самостану в Сумартині, де став настоятелем та займався будівництвом нового монастиря. Останні роки життя провів у Заострозькому монастирі.

## Літературна та наукова діяльність
Качич Міошич належить до покоління мислителів XVIII століття, які намагалися поєднати історичну науку, філософію та народну традицію. У своїх працях він прагнув зробити історію доступною для простого люду, використовуючи розмовний стиль та народнопоетичні форми.

#### Приємна розмова словенського народу
“Приємна розмова словенського народу» (Razgovor ugodni naroda slovinskoga, 1756), яка швидко здобула широку популярність серед простого народу. За формою та мовою поема була близька до народної поезії і в доступній формі розповідала про історичні події, важливі для слов’янських народів. У розширеному виданні 1759 року вона містила 136 поетичних творів, написаних епічним десятискладником.
Книга охоплює широкий історичний період – від античності до XVIII століття – та описує ключові події з минулого південних слов'ян і сусідніх народів. У ній переплітаються проза та поезія, а основний акцент зроблено на героїчних постатях та війнах, які вплинули на долю регіону. Особливу увагу автор приділяє християнсько-турецьким конфліктам, поступово переходячи від загальноєвропейських подій до боїв у Далмації. У поемі особливу увагу приділено ідеї єдності слов’янських народів, яких автор від Адріатики до Північного моря змальовує як єдиний народ.
Створюючи свою працю, Качич Міошич використовував численні історичні джерела латинською, італійською та хорватською мовами. Він збирав інформацію з хронік, офіційних документів, церковних записів і народних переказів, прагнучи відобразити історію найбільш достовірно.
Творчість Качича Міошича вплинула на францисканських письменників його рідного краю (Й. Радмана, П. Юкіча, М. Урлича, Ф. Радмана), а також на славонських авторів XVIII століття (Е. Павича, Й. Павішевича, Ш. Штефанаца). Основна мета автора була досягнута: його поезія закріпилася в народній пам’яті та передавалася усно з покоління в покоління. У XIX столітті “Приємна розмова словенського народу» стала однією з найвиданіших книг старої хорватської літератури.

#### Інші твори
Окрім “Приємної розмови словенського народу», Качич Міошич написав низку інших праць, серед яких: “Елементи перипатетики за вченням найтоншого доктора Джона Данса Скота” (Elementa Peripathetica juxta mentem subtilissimi doctoris Joannis Duns Scoti) (1752) – посібник зі схоластичної філософії; “Корабліца Письма святого і всіх віків світу, події головних” (Korabljica Pisma svetoga i svih vikova svita događaji poglavitih, 1760) здобула значну популярність і до 1889 року перевидавалася сім разів. У першій частині книги розповідається про події від створення світу до народження Ісуса Христа, а друга частина охоплює історичні події аж до часу життя автора.

## Вплив і спадщина
Качич Міошич мав величезний вплив на формування історичної та національної свідомості хорватів. Його поетичні твори та історичні виклади поширювалися не лише у Хорватії, а й серед сербів, боснійців, македонців, болгар та угорців. Його творчість залишалася популярною навіть у XIX столітті. У XIX та XX століттях багато хорватських літературознавців та істориків зверталися до його творчої спадщини. Відомий літературознавець Йосип Братуліч називав його найважливішим письменником усього хорватського літературного простору.

## Вшанування пам’яті
Качич Міошич залишається знаковою фігурою у хорватській культурі. Його пам’ятники встановлено у Макарській та Бристі. 2004 рік було оголошено в Хорватії Роком Андрія Качича Міошича на честь 300-річчя від дня його народження. У 1967 році на його честь названо культурно-історичний збірник Францисканської провінції Пресвятого Викупителя Качича. З нагоди ювілейних дат йому частково або повністю присвячували видання, зокрема, “Вієнац” (Vienac, 1890, 34), “Збірник народного побуту та звичаїв південних слов'ян” (Zbornik za narodni život i običaje Južnih Slavena, 1954, 38), “Два хорватські ювілеї” (Dva hrvatska jubileja, Буенос-Айрес 1955), “Матеріал до історії хорватської літератури” (Građa za povijest književnosti hrvatske, 1971, 30), “Болгари і хорвати через століття. Андрія Качич Міошич і болгари” (B’’lgari i h’’rvati prez vekovete. Andrija Kačič Miošič i b’’lgarite, Софія 2000), “Францисканці своєму брату фра Андрії Качичу” (Franjevci svomu bratu fra Andriji Kačiću, Спліт 2004). До 300-річчя від його народження було знято документальний фільм “фра Андрія Качич Міошич” (Fra Andrija Kačić Miošić) режисера Івана Юкіча, організовано виставку “Повір мені, мій шановний слухачу” (Ma viruj mi, moj štioče poštovani) у Національній та університетській бібліотеці в Загребі, а також проведено 38-му Міжнародну фольклорну виставку та науковий симпозіум під егідою Хорватської академії наук і мистецтв.
Його твори продовжують видаватися і вивчатися, а “Приємна розмова словенського народу»(Razgovor ugodnog naroda slovinskoga) залишається однією з найвпливовіших книг хорватської літератури, що сформувала історичну уяву багатьох поколінь хорватів.